# クロロフレクサス門
クロロフレクサス門（Chloroflexota、クロロフレクスス門）は細菌の門のひとつである。緑色滑走細菌門とも呼ばれる。カール・ウーズが光合成性の緑色非硫黄細菌を含む系統群として定義したのが始まりだが、光合成細菌は1目のみであり、非光合成の好熱菌や放線菌様の細菌も含んでいる。形態や特徴で定義するのは困難であるため、16S rRNA系統解析などに基づいて定義されている。本門は7綱を含み、プロテオバクテリア門やフィルミクテス門など大型の門と並ぶ。
基準属であるChloroflexusは、Χλωρός（クローロス/希: 緑色） + flexus（フレクスス/羅: 曲がった）を語源とする。ラテン語読みでクロロフレクスス門とも呼ばれる。

## 特徴
クロロフレクサス門に属する細菌はリポ多糖(LPS)を含む外膜を持たず、ペプチドグリカン壁もないか、あっても変わった組成になっている。グラム陰性で糸状の群体を形成するものが多いが、グラム陽性好熱性で気菌糸と胞子を形成する放線菌様の種など多様な系統を含んでいる。2009年以降は、グラム陽性菌や藍藻類のグループに含まれるとされ、2025年7月現在のLPSN分類ではバシラス界に含まれている。

## 下位分類
緑色滑走細菌（緑色非硫黄細菌）を含む系統群であるが、他にも非光合成性の様々な細菌が含まれている。これまでに以下に示す6つの系統が存在していることが知られている。またそれぞれの系統には未培養の細菌が存在しており、それらはここに記した系統の説明にあてはまらない性質を持っている可能性もある。

### クロロフレクサス綱
糸状の群体を形成し滑走により運動する細菌からなる系統。緑色非硫黄細菌と、それによく似た非光合成性の細菌が含まれている。
- クロロフレクサス目（Chloroflexales）
緑色非硫黄細菌5属7種。基本的には好熱性で、嫌気条件では光合成従属栄養、好気条件では化学合成従属栄養で生育する。
- ヘルペトシフォン目（Herpetosiphonales）
Herpetosiphon属2種。非光合成性。中温性で、好気性化学合成従属栄養。

### テルモミクロビウム綱
高度好熱性で、偏性好気性の桿菌からなる系統。運動能はない。Sphaerobacterは一時は放線菌に近縁と考えられたことがあり、またThermomicrobiumに独自の門をあてる見解もある。しかしこの2つは系統的に近縁であることからクロロフレクサス門に含めて考えられるようになっている。
- テルモミクロビウム目（Thermomicrobiales）
Thermomicrobium roseumのみ。
- スファエロバクター目（Sphaerobacterales）
Sphaerobacter thermophilusのみ。

### アナエロリネア綱
偏性嫌気性で、糸状の群体を形成する細菌からなる系統。滑走能はない。排水処理施設の嫌気性汚泥から分離される。
- アナエロリネア目（Anaerolineales）
6属7種。好熱性または中温性。

### カルディリネア綱
好熱性で滑走能のない糸状の群体を形成する細菌を含む系統。
- カルディリネア目（Caldilineales）
Caldilinea aerophilaと、C. tarbellica。2013年にはLitorilinea aerophilaが報告された。何れも温泉から分離された。

### クテドノバクテル綱
菌糸や胞子形成などの特徴を持つ。微好気、従属栄養。
- クテドノバクテル目 (Ktedonobacterales)
Ktedonobacter、Thermosporothrixの2属を含む。
- テルモゲンマティスポラ目 (Thermogemmatisporales) 
Thermogemmatispora onikobensis及びT. foliorumのみ。鬼首温泉より分離された。

### デハロコッコイデス綱
テトラクロロエチレンを分解する脱塩素細菌"Dehalococcoides ethenogenes"（未記載）を含む系統。なお、2009年に近縁のDehalogenimonas lykanthroporepellens、Dehalogenimonas lykanthroporepellens、2013年にはDehalogenimonas alkenigignens、Dehalococcoides mccartyiが記載された。

### 未培養系統
主として海洋から得られる系統で、その正体は現在のところ全く不明。